# Alexandra da Grécia e Dinamarca
Alexandra da Grécia e da Dinamarca (Atenas, 25 de março de 1921 – East Sussex, 30 de janeiro de 1993), foi um Princesa da Grécia e Dinamarca, esposa do Rei Pedro II e Rainha Consorte da Iugoslávia de 1944 até a abolição da monarquia em novembro de 1945. A única filha do rei Alexandre I da Grécia, Alexandra é mãe do atual pretendente ao trono extinto da Sérvia e da Iugoslávia, Alexandre Karađorđević.

## Biografia

### Nascimento e herança
Alexandra nasceu cinco meses após a morte do seu pai, o rei Alexandre da Grécia. Sua mãe era a agora viúva morganática, Aspasia Manos. O trono grego tinha voltado a pertencer ao seu avô, o rei Constantino I um mês após a morte de Alexandre, que regressou à Grécia depois de um período de exílio. O seu governo declarou oficialmente o reino do seu filho morto uma regência, o que significava que o casamento de Alexandre, contraído sem a permissão do seu pai, era tecnicamente ilegal e a filha póstuma do casal, Alexandra foi considerada ilegítima.

Estandarte real da rainha

Por ordem da mãe de Alexandre, a rainha Sofia, foi aprovada uma lei em Julho de 1922 que permitiu ao rei reconhecer a validade dos casamentos da família real contraídos sem consentimento real, mesmo de forma retroactiva, mas numa base não-dinástica. A seguir, o rei Constantino emitiu um decreto, publicado a 10 de Setembro de 1922, onde reconhecia o casamento de Alexandre com Aspasia. Assim, Alexandra passou a ser considerada filha legitima aos olhos da lei grega, mas permaneceu afastada da família real e sem o direito de sucessão que as princesas tinham sob uma constituição monárquica. Assim, em vez de se tornar a primeira rainha grega, tornou-se a última rainha consorte da Jugoslávia.
Assim, ela e a sua mãe receberam o título "Princesa da Grécia e Dinamarca" e o tratamento de Alteza Real. Este título era atribuído a membros da família real grega não reinante, que por acaso consistia em membros de um ramo inferior da dinastia reinante da Dinamarca.

### Casamento

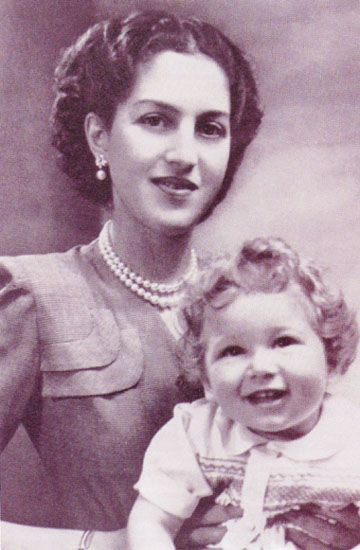
Alexandra da Jugoslávia com o seu filho, o príncipe-herdeiro Alexandre.

Em 1944, Alexandra mudou-se para Londres, casou-se com Pedro II da Iugoslávia e deu à luz Alexandre, príncipe-herdeiro da Jugoslávia, a 17 de Julho de 1945 na suite 22 do Claridge's Hotel na Brook Street em Londres. O governo britânico cedeu a soberania que detinha sobre a suite à Jugoslávia por apenas um dia para que o príncipe nascesse em "território jugoslavo". O casal tinha poucos meios para criar o seu filho, pelo que Alexandre foi criado pela sua avó materna, Aspasia. Dizia-se que Alexandra sofria de problemas mentais e alegadamente tentou suicidar-se várias vezes, contudo isto não foi confirmado nem negado pela família.

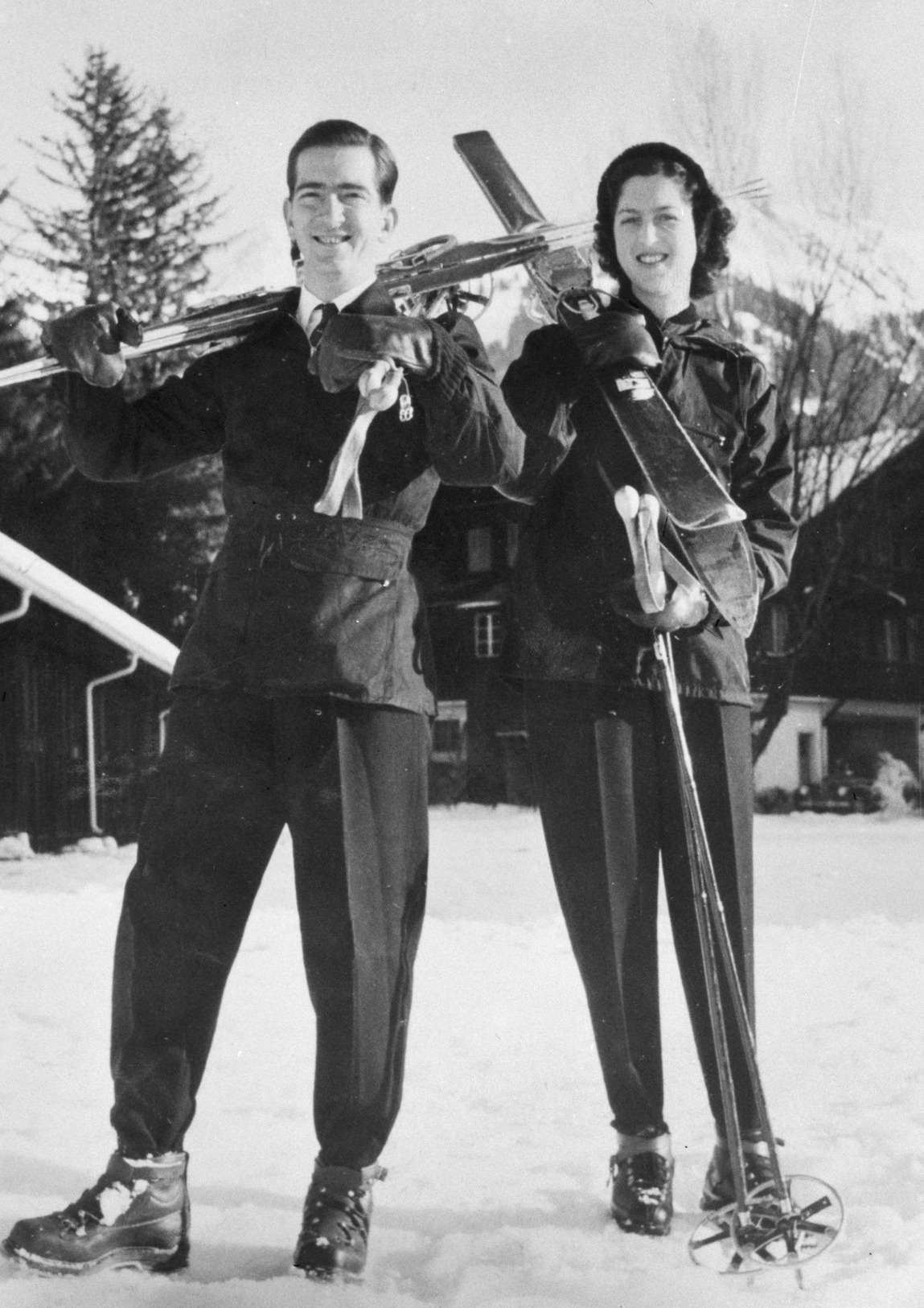
Alexandra e o marido, Pedro II, em 1963.

A rainha Alexandra morreu em East Sussex na Inglaterra e foi enterrada na antiga residência privada da família real grega em Tatoi, na Grécia, até 2013, quando foi trasladada na igreja de São Jorge de Topola em Sérvia central.

## Ascendência
Como filha de Aspaia e neta de Petros Manos e Maria Argyropoulos, foi o único membro da família real grega com verdadeira ascendência grega recente. Através da sua mãe, descendia, entre outros, de fanariotas gregos de Constantinopla. Como na maioria das famílias reais europeias, a dinastia Glücksburg, à qual pertencia o seu marido, era de origem predominantemente alemã.